# Action League Now!
Action League Now! ist eine Stop-Motion-Kindersendung, die ursprünglich bei All That gezeigt wurde und dann zu einem festen Bestandteil der Serie KaBlam! wurde. Später wurde sie eine eigene Sendung, die vom 25. November 2001 bis zum 10. Februar 2002 in den Vereinigten Staaten ausgestrahlt wurde. Die Episoden wurden im sogenannten Chuckimation-Stil (eine Kombination von Stop-Motion und Videotechnik) erstellt. Die Serie zeigt die Abenteuer einer Superheldentruppe namens Action League, die aus mehreren Actionfiguren, Spielzeug und Puppen besteht.

## Charaktere
Der Flesh„Er ist super stark und super nackig!“ – Ein blonder, muskulöser, dusseliger Bodybuilder, der niemals Kleidung trägt. Seine Standardsprüche sind kindische Ausdrücke wie „Autschi“ oder „Oopsie“. Seine Superkraft ist die extreme Muskelkraft, mit der es ihm möglich ist, riesige Gegenstände wie Busse und Steine zu heben. Die Figur, die für Flesh verwendet wurde, ist eine modifizierte Conan-the-Adventurer-Actionfigur.
Thundergirl„Sie fliegt wie der Donner!“ – Das einzige weibliche Mitglied des Teams, wie auch das einzige mit der Fähigkeit zu fliegen. Für gewöhnlich wird ihr Flug immer von einer Melodie begleitet, die stark John Williams’ Star-Wars-Melodie ähnelt. Sie wird von Meltman verehrt, den sie jedoch meist ignoriert. Des Weiteren fühlt sie sich den restlichen Mitgliedern überlegen. Ein wiederkehrender Running Gag ist, dass sie behauptet, sie werde ihre Superkräfte einsetzen, jedoch zu spät merkt, dass sie gar keine besitzt. Die Figur, die für Thundergirl verwendet wurde, war der Kopf einer Sindy-Puppe, der auf einen unbekannten Heldenkörper gesteckt wurde. Ihr Erscheinungsbild ähnelt einer Kombination aus Barbie und She-Ra.
Stinky Diver„Der ehemalige Navy Commander, der so schlecht drauf ist wie er riecht!“ – Ein bärtiger Taucher, der oft in oder in der Nähe einer Toilette gezeigt wird. Wie es sein Name schon verrät, hat Stinky einen stinkenden Geruch, an den sich die Action League jedoch scheinbar bereits gewöhnt hat und der ihr deshalb nichts ausmacht. Obwohl er über keine Superkräfte verfügt, hat er immer eine Harpune bei sich. Stinky ist eine verformte 1994 G.I. Joes Shipwreck-Actionfigur.
Meltman„Mit der unglaublichen Kraft zu schmelzen!“ – Meltman hat die Fähigkeit zu schmelzen und ist das kleinste und schwächste Mitglied der Action League. Er ist in Thundergirl verliebt, die seine Gefühle für sie jedoch nicht erwidert. Da das Schmelzen seine einzige besondere Fähigkeit ist, ist er nicht wirklich hilfreich und wird oft als Diener der League angesehen, um ihnen z. B. Limonade zu holen. Aus diesem Grund versucht er alles, um von der League geschätzt zu werden.
Der ChiefEr ist ein zorniger, frustrierter Mann und außerdem der Chef der Action League, der regelmäßig die Action League aufgrund ihrer Fehler und Widerreden anbrüllt. Der Chief besteht aus modifizierten, zusammengesetzten Teilen von Playskools „Play-People“-Puppenhausfiguren.
GerechtigkeitDer geliebte Golden Retriever und beste Freund des Chiefs, der in vielen Episoden auftaucht. Im Prinzip ist der Hund ein Mitglied der Action League und dient als Lassie der Show, der die Action Leaguer vor Gefahren warnt, die sie sonst nicht bemerkt hätten.
Der BürgermeisterDer Hauptfeind des Teams. Der Grund für seine Abneigung gegen die Action League ist unbekannt. Der Bürgermeister wurde aus verschiedenen Playskool-Puppenhausfiguren zusammengestückelt.
Bill, der Mann vom LaborEin Wissenschaftler, der oftmals seine Experimente vermasselt. Zu seinen Standardsprüche zählen Aussagen wie „Da kann ich leider gar nichts tun“ und „Das ist noch nicht genügend getestet“. Bill hat eine monotone Stimme und nimmt sich selbst als Wissenschaftler äußerst ernst, auch wenn seine Experimente meist schieflaufen. Wie auch der Chief und der Bürgermeister, wurde Bill aus verschiedenen Playskool-Puppenhausfiguren zusammengestückelt.
Der ErzählerDer Erzähler der Serie verwendet unzählige Alliterationen und Überreaktionen meist kurz vor und nach der Werbepause. Er hat eine tiefe monotone Stimme, ähnlich wie Bill, und wird niemals gezeigt.

## Synchronsprecher
| Rolle             | Englischer Sprecher                                |
| ----------------- | -------------------------------------------------- |
| Der Flesh         | Jim Krenn                                          |
| Thundergirl       | Cris Winter                                        |
| Stinky Diver      | Jim Krenn                                          |
| Meltman           | Scott Paulsen                                      |
| Der Chief         | Collin M. McGee (zumeist); Victor Hart (zu Beginn) |
| Gerechtigkeit     | Alyssa Grahm                                       |
| Der Bürgermeister | Jim Krenn                                          |
| Bill              | Jim Krenn                                          |
| Erzähler          | Scott Paulsen                                      |

## Episoden
In Deutschland wurde nur die 1. Staffel der Serie KaBlam! synchronisiert, weshalb nur 13 Episoden in deutscher Sprache existieren.
- Es gab 48 Episoden, die im Rahmen von KaBlam! gezeigt wurden, was Action League Now! zum einzigen Kurzfilm in der Geschichte der Sendung macht, der in jeder Episode vorkommt.
- Vor KaBlam! tauchte Action League Now! zum ersten Mal in zwei Episoden der Fernsehsendung All That auf. Szenen aus diesen Episoden wurden für den Vorspann der Show verwendet.
- Als KaBlam! eingestellt wurde, erhielt Action League Now! eine kurzlebige Spin-off-Serie, in der in jeder 22-minütigen Episode vier Kurzfilme gezeigt wurden.

### All That
| Nr. | Originaltitel                   | Deutscher Titel | US-Erstausstrahlung | Dt. Erstausstrahlung |
| --- | ------------------------------- | --------------- | ------------------- | -------------------- |
| 0a  | I've Been Workin' on Derailroad | —               | 14. Oktober 1995    | —                    |
| 0b  | Stinky on Ice                   | —               | 28. Oktober 1995    | —                    |

### KaBlam! – Staffel 1
| Nr. | Originaltitel                  | Deutscher Titel                 | US-Erstausstrahlung | Dt. Erstausstrahlung |
| --- | ------------------------------ | ------------------------------- | ------------------- | -------------------- |
| 1   | Nightmare on Memory Lane       | Alptraum in der Gedächtnisgasse | 7. Oktober 1996     | 1996                 |
| 2   | Thunder and Lightning          | Thunder & Lightning             | 14. Oktober 1996    | 1996                 |
| 3   | The Wrath of Spotzilla         | Der Zorn des Spotzilla          | 21. Oktober 1996    | 1996                 |
| 4   | Sinkhole of Doom               | Abfluss des Grauens             | 28. Oktober 1996    | 1996                 |
| 5   | No Fly Zone                    | Flugfreie Zone                  | 4. November 1996    | 1996                 |
| 6   | Roboflesh                      | Roboflesh                       | 11. November 1996   | 1997                 |
| 7   | Stink or Swim                  | Stinken oder Ertrinken          | 18. November 1996   | 1997                 |
| 8   | Where Pigeons Dare             | Land der Tauben                 | 25. November 1996   | 1997                 |
| 9   | The Wrath of Spotzilla: Part 2 | Der Zorn des Spotzilla: Teil 2  | 2. Dezember 1996    | 1997                 |
| 10  | Testimony of Terror            | N/A                             | 9. Dezember 1996    | 1997                 |
| 11  | Dog Day Afterschool            | Hunderegen                      | 16. Dezember 1996   | 1997                 |
| 12  | Road to Ruin                   | Die Straße zum Ruin             | 23. Dezember 1996   | 1997                 |
| 13  | In the Belly of the Beast      | Aufgesaugt                      | 30. Dezember 1996   | 1997                 |

### KaBlam! – Staffel 2
| Nr. | Originaltitel             | Deutscher Titel | US-Erstausstrahlung | Dt. Erstausstrahlung |
| --- | ------------------------- | --------------- | ------------------- | -------------------- |
| 14  | Danger Society            | —               | 10. März 1997       | —                    |
| 15  | Flesh and Blood           | —               | 17. März 1997       | —                    |
| 16  | Turkey of Terror          | —               | 24. März 1997       | —                    |
| 17  | Science Fiction Parody    | —               | 31. März 1997       | —                    |
| 18  | The Quarky Syndrome       | —               | 7. April 1997       | —                    |
| 19  | Meltman at Large          | —               | 14. April 1997      | —                    |
| 20  | Revenge of Hodge Podge    | —               | 21. April 1997      | —                    |
| 21  | Incident at Chlorine Lake | —               | 28. April 1997      | —                    |
| 22  | Caged Thunder             | —               | 5. Mai 1997         | —                    |
| 23  | Rock-A-Big Baby           | —               | 12. Mai 1997        | —                    |
| 24  | Voice of Treason          | —               | 19. Mai 1997        | —                    |
| 25  | Danger for a Dignitary    | —               | 26. Mai 1997        | —                    |
| 26  | Big Baby                  | —               | 2. Juni 1997        | —                    |

### KaBlam! – Staffel 3
| Nr. | Originaltitel           | Deutscher Titel | US-Erstausstrahlung | Dt. Erstausstrahlung |
| --- | ----------------------- | --------------- | ------------------- | -------------------- |
| 27  | Flippers of Fury        | —               | 30. August 1998     | —                    |
| 28  | Rags to Riches          | —               | 6. September 1998   | —                    |
| 29  | Fatter                  | —               | 15. November 1998   | —                    |
| 30  | Hey! Who Stole My Face? | —               | 20. September 1998  | —                    |
| 31  | Mad Dogs and Englishmen | —               | 27. September 1998  | —                    |
| 32  | Melty Dearest           | —               | 4. Oktober 1998     | —                    |
| 33  | Melty's Girl            | —               | 11. Oktober 1998    | —                    |
| 34  | Tears of a Clone        | —               | 18. Oktober 1998    | —                    |
| 35  | Art of Thunder          | —               | 25. Oktober 1998    | —                    |
| 36  | Roughing the Passer     | —               | 1. November 1998    | —                    |
| 37  | Hit of Horror           | —               | 8. November 1998    | —                    |
| 38  | A Star is Torn          | —               | 14. November 1998   | —                    |

### KaBlam! – Staffel 4
| Nr. | Originaltitel             | Deutscher Titel | US-Erstausstrahlung | Dt. Erstausstrahlung |
| --- | ------------------------- | --------------- | ------------------- | -------------------- |
| 39  | Yurplastic Park           | —               | 20. November 1999   | —                    |
| 40  | Winds of Evil             | —               | 27. November 1999   | —                    |
| 41  | Chickie Chickie Bang Bang | —               | 4. Dezember 1999    | —                    |
| 42  | The Naked and the Dumb    | —               | 11. Dezember 1999   | —                    |
| 43  | What's Eating The Flesh   | —               | 18. Dezember 1999   | —                    |
| 44  | Tune Up of Terror         | —               | 25. Dezember 1999   | —                    |
| 45  | Armageddon Outta Here     | —               | 31. Dezember 1999   | —                    |
| 46  | A Flesh of Brilliance     | —               | 8. Januar 2000      | —                    |
| 47  | Grief for The Chief       | —               | 15. Januar 2000     | —                    |
| 48  | In the Whine of Fire      | —               | 18. Januar 2000     | —                    |
| 49  | And Justice for None      | —               | 22. Januar 2000     | —                    |

### Action League Now! als eigene Serie
| Nr. | Originaltitel | Deutscher Titel | US-Erstausstrahlung | Dt. Erstausstrahlung |
| --- | --- | --------------- | ------------------- | -------------------- |
| 1   | Action League Goes to the Movies (Armageddon Outta Here / Incident at Chlorine Lake / Yurplastic Park / A Star is Torn) | —               | 25. November 2001   | —                    |
| 2   | Smash Hits (Road to Ruin / Nightmare on Memory Lane / Roughing the Passer / And Justice for None)                       | —               | 2. Dezember 2001    | —                    |
| 3   | Science Friction (Tears of a Clone / What's Eating The Flesh / The Quarky Syndrome / Science Fiction Parody)            | —               | 9. Dezember 2001    | —                    |
| 4   | Action League Rocks! (Rock-A-Big Baby / Hit of Horror / In the Whine of Fire)                                           | —               | 16. Dezember 2001   | —                    |
| 5   | Stinky Diver: Behind the Mask (Flippers of Fury / Mad Dogs and Englishmen / Stink or Swim / Winds of Evil)              | —               | 23. Dezember 2001   | —                    |
| 6   | The Chief: Look Back in Anger (Hey! Who Stole My Face? / Fatter / Grief for The Chief / Dog Day Afterschool)            | —               | 30. Dezember 2001   | —                    |
| 7   | I'll Melt for You (Meltman at Large / Melty's Girl / Tune Up of Terror / In the Belly of the Beast)                     | —               | 6. Januar 2002      | —                    |
| 8   | Monster Mashed | —               | 13. Januar 2002     | —                    |
| 9   | The Many Faces of Evil (Revenge of Hodge Podge / A Flesh of Brilliance / Big Baby / Voice of Treason)                   | —               | 20. Januar 2002     | —                    |
| 10  | His Dishonor (Turkey of Terror / Chickie Chickie Bang Bang / No Fly Zone / Testimony of Terror)                         | —               | 27. Januar 2002     | —                    |
| 11  | Naked Came the Numskull (The Naked and the Dumb / Danger for a Dignitary / Flesh and Blood / RoboFlesh)                 | —               | 3. Februar 2002     | —                    |
| 12  | Thunder Girl Behind The Head (Serienfinale)                                                                             | —               | 10. Februar 2002    | —                    |

## Nippez
Im Jahre 2008 wurde auf Nick im Rahmen des Programmfensters Nick nach acht, das die Abendschiene des Kindersenders vom 1. Januar bis zum 14. Dezember 2008 bildete, eine Kurzfilmshow namens Nippez ausgestrahlt. Neben unzähligen anderen, schon vorher bekannten Nick-Kurzfilmen wurde auch Action League Now! wiederholt. Die Erstausstrahlung in Deutschland erfolgte am 30. Juni 2008 und eine Sendung dauerte jeweils 30 Minuten. Durch die Einstellung des Programmfensters wurden die Ausstrahlungen sämtlicher Serien, darunter auch Nippez, eingestellt.